# ريد جيرارد
ريد جيرارد (بالإنجليزية: Redmond Gerard)‏ هو متزلج على الثلوج أمريكي، ولد في 29 يونيو 2000 في ويست ليك في الولايات المتحدة.

## وصلات خارجية
- الموقع الرسمي
- ريد جيرارد على موقع الاتحاد الدولي للتزلج (ركوب لوح الثلج) (الإنجليزية)
- ريد جيرارد على موقع اللجنة الأولمبية الدولية (الإنجليزية)
- ريد جيرارد على موقع أوليمبيديا (الإنجليزية)
- ريد جيرارد على موقع اللجنة الأولمبية والبارالمبية الأمريكية (الإنجليزية)
- ريد جيرارد على موقع ألعاب إكس (مؤرشف) (الإنجليزية)